# La scala a chiocciola (romanzo Ethel Lina White)
La scala a chiocciola (Some Must Watch) è un romanzo di Ethel Lina White, pubblicato nel 1933. In Italia, dopo alcune pubblicazioni, a partire dal 1981, col titolo La scala a chiocciola (titolo desunto dal film derivato più famoso), è stato riproposto nel 2017 dall'editore Polillo come Qualcuno ti osserva.

## Trama
Helen ha 19 anni, ed è una ragazza piccola di statura, con un fisico minuto, un vero scricciolo, pallida di carnagione, dai capelli rossi luminosi e soffici. Lavora come ragazza alla pari nella grande residenza di campagna "Summit". La villa è articolata su tre piani, è situata in una landa sperduta dell'Inghilterra, in prossimità del confine col Galles, e distante oltre 30 km dal paese più vicino. Summit appartiene alla ricca famiglia Warren, i cui componenti sono l'anziana e inferma Lady Warren, i figliastri di lei, Sebastian e Blanche, entrambi affermati studiosi, Newton, il figlio di Sebastian, e Simone, la moglie di Newton. Vive in casa anche lo studente Stephen Rice, allievo del professor Sebastian Warren, e, oltre a Helen, è presente una coppia di domestici, gli Oates; inoltre si avvicendano continuamente infermiere diverse con il compito di prendersi cura di Lady Warren, dato che il pessimo carattere della paziente spinge prima o poi tutte le infermiere a licenziarsi.
Non troppo lontano da Summit sono avvenuti ben 4 omicidi, sicuramente opera di un maniaco. Sono state strangolate quattro giovani donne ed Helen non si sente al sicuro nemmeno dentro casa. Uno dei suoi tanti compiti è di chiudere le finestre al calar del sole, operazione che fa con vero piacere, dato che isolarsi anche visivamente dallo spettrale paesaggio invernale che circonda Summit le è di grande conforto. Dopo aver fatto una lunga passeggiata, Helen si rende conto che è molto tardi e mentre sta rientrando si sente spiata, seguita con lo sguardo. Da dietro i numerosi alberi che circondano la residenza dei Warren vede un'ombra muoversi ed è certa che sia un uomo. Forse però è la sua immaginazione che crea questa sensazione.
Intanto fuori si sta scatenando una vera bufera di vento e pioggia. Mentre Helen sta raccontando alla signora Oates della sua sensazione di essere stata spiata, si sente distintamente un rumore di un'imposta che sta sbattendo. Helen di corsa va a chiuderla e si rende conto che il gancio che dovrebbe tener chiusa la finestra si è rotto. Risulta evidente che l'ospite, il signor Stephen Rice, che è rientrato a casa portando con sé un cane di nome Otto, è amato da Simone, anche se lui non la ricambia. Mentre la tensione sta crescendo, anche grazie ad un topolino che ha spaventato la signora Oates, Helen viene a sapere che la vecchia Lady Warren tanti anni prima ha sparato al marito uccidendolo.
Helen è molto curiosa di conoscere l'anziana donna, per cui si fa coraggio e va a bussare alla porta della camera azzurra, dove giace l'ammalata. Le apre la signorina Blanche Warren, che sorveglia la sua matrigna in attesa che ritorni il signor Oates con la nuova infermiera. Helen le propone di darle il cambio e la signorina accetta di buon grado: la curiosità di Helen si potrà realizzare. Entrando scopre che la malata è sveglia e dopo un primo momento di indecisione Lady Warren le dice in modo brusco di andarsene immediatamente dalla casa. Helen non ha intenzione di perdere il lavoro e allora la vecchia signora le chiede di passarle un piccolo oggetto avvolto in una sciarpa che si trova in un cassetto; la forma è inconfondibile, è una rivoltella. L'anziana e burbera Lady Warren continua a insistere in tutti i modi perché Helen si allontani da Summit.
Rientra il signor Oates con la nuova infermiera, la signorina Barker, che si rivela subito intrattabile ed insinua che sarà Helen la prossima vittima. Intanto è stato ritrovato un altro cadavere di una ragazza giovane: si tratta di una certa Ceridwen, che lavorava come cameriera alla residenza dei Warren prima che arrivasse Helen. Alcuni fatti inducono Stephen, Simone e Newton a lasciare Summit, mentre la signora Oates riesce ad impossessarsi di una bottiglia di brandy e si ubriaca; Oates è costretto ad andare in città per procurarsi l'ossigeno che deve essere sempre a disposizione di Lady Warren, il signor Warren prende del sonnifero e la signorina Warren rimane chiusa in camera per un guasto alla serratura. Tutte le persone che potevano difendere e proteggere la piccola Helen sono andate via oppure sono provvisoriamente fuori gioco. La tensione sale pian piano in modo lento, ma deciso. Nel finale Helen sente un rumore nello spogliatoio, il cuore le batte fortissimo, le gambe le tremano dalla paura; va alla porta, l'apre per un piccolo spiraglio e vede distintamente la figura di un uomo. Non ha più la forza di reagire, di scappare, non grida per chiedere aiuto, visto che non c'è più nessuno in grado di aiutarla, e si trova faccia a faccia con l'assassino...

## Il finale
L'assassino è il professor Warren. Convinto materialista ed esaltato dai suoi studi di antropologia, si è convinto che le ragazze prive di cultura e di educazione siano un peso morto per la società, e nella sua lucida follia è determinato a ucciderne il maggior numero possibile. Ha aggredito alle spalle l'infermiera Barker, tramortendola ma lasciandola in vita perché possa testimoniare che un misterioso estraneo è entrato in casa, e ora, del tutto indisturbato, intende sbarazzarsi di Helen. All'improvviso, però, esplode un colpo di rivoltella e uccide Warren: la matrigna, che in gioventù era stata un'abilissima tiratrice, aveva a suo tempo ucciso suo marito perché colto da follia omicida, e riserva ora lo stesso trattamento al figlio di lui, affetto dalla stessa tara del padre, per salvare Helen, a cui in fondo si è affezionata. Subito dopo aver ucciso il figliastro, la vecchia signora muore a sua volta, stroncata dallo sforzo fisico e dallo shock nervoso.

## Personaggi
- Sebastian Warren - professore vedovo, padrone di casa di Summit;
- Miss Blanche Warren - sorella del professore;
- L'anziana Lady Warren - matrigna del professore e di sua sorella;
- Newton Warren - figlio del professore;
- Simone - la bella moglie di Newton;
- Stephen Rice - allievo del professore, ospite della famiglia Warren;
- gli Oates - una coppia di domestici di Summit, lei cuoca, lui giardiniere e tuttofare;
- Helen Capel - ragazza alla pari della famiglia Warren;
- L'infermiera Barker - infermiera di Lady Warren;
- Il dottor Parry - Medico dei Warren.

a a c

## Opere derivate
- Nel 1946 dal romanzo è stato tratto il film La scala a chiocciola (The Spiral Staircase), diretto da Robert Siodmak, con Dorothy McGuire e George Brent; musica di Roy Webb[1][2].
- Nel 1975 è uscito un remake de La scala a chiocciola: Delitto in silenzio (The spiral staircase), diretto da Peter Collinson; con Jacqueline Bisset e Christopher Plummer[3][4].
- Nel 2000 è uscito il film per la TV La scala a chiocciola, di produzione canadese diretto da James Head, con Nicollette Sheridan e Judd Nelson[5][6].

## Edizioni in italiano
- Ethel Lina White, La scala a chiocciola, traduzione di Giovanna Gianotti Soncelli, I Classici del Giallo Mondadori n.  389, Milano: 1981
- 3 passi nel Noir, Gli speciali del Giallo Mondadori n. 7. Contiene: La donna che visse due volte di Pierre Boileau e Thomas Nercejac; La scala a chiocciola di Ethel Lina White; Laura, di Vera Caspary; Milano: A. Mondadori, 1996
- Ethel Lina White, La scala a chiocciola, traduzione di Giovanna Gianotti Soncelli, I Classici del Giallo n. 1154, Milano: A. Mondadori, 2007
- Ethel Lina White, Qualcuno ti osserva, traduzione di Leslie Calise, I Bassotti n. 168, Milano: Polillo, 2017